# Cadre-45/2-Europameisterschaft 1927

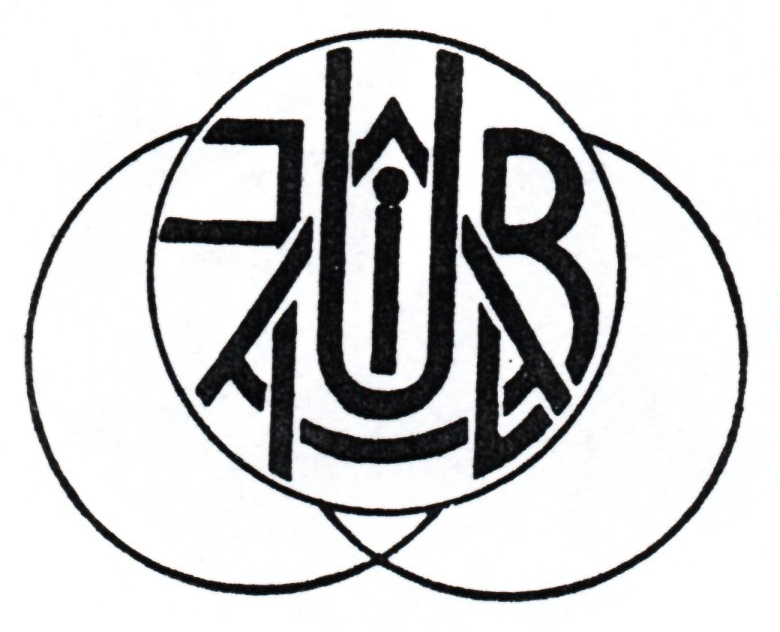
Logo UIFAB (ausrichtender Verband)

Veranstaltungsort: Arnheim

Die Cadre-45/2-Europameisterschaft 1927 war das 3. Turnier in dieser Disziplin des Karambolagebillards und fand vom 13. bis zum 16. Januar 1927 in Arnheim, in der niederländischen Provinz Gelderland, statt. Es war die dritte Cadre-45/2-Europameisterschaft in den Niederlanden.

## Geschichte
Nach zwei dritten Plätzen bei den vorangegangenen Europameisterschaften konnte der Belgier Gustave van Belle seinen ersten Titel im Cadre 45/2 gewinnen. Bei nur einer Niederlage mit 325:400 gegen den Titelverteidiger Théo Moons erzielte er alle Turnierbestleistungen. Dritter wurde der niederländische Routinier Jan Dommering. Erstmals nach dem Ersten Weltkrieg nahm wieder ein Deutscher an einer Europameisterschaft teil. Der Düsseldorfer Albert Poensgen, der bereits 1906 in dieser Disziplin des Billardsportes Vizeweltmeister war, belegte den fünften Platz. Es wäre aber mehr möglich gewesen. Bei seiner 397:400  Niederlage gegen Moons hatte er beste Möglichkeiten den Sieg zu erringen. Dann wäre es der zweite Platz gewesen. Es war ihm deutlich anzumerken, dass die internationale Turnierpraxis fehlte.

## Turniermodus
Das ganze Turnier wurde im Round Robin System bis 400 Punkte gespielt. Im Gegensatz zu Weltmeisterschaften gab es bei Punktgleichheit am Ende keine Stichpartien, sondern der bessere Generaldurchschnitt entschied über die Platzierung.
Wertung:
1. MP = Matchpunkte
2. GD = Generaldurchschnitt
3. HS = Höchstserie

## Abschlusstabelle
| MP    | Match Points (Sieger = 2; Unentschieden = 1; Verlierer = 0) |
| Pkte. | Erzielte Karambolagen                                       |
| Aufn. | Benötigte Versuche                                          |
| GD    | Generaldurchschnitt                                         |
| BED   | Bester Einzeldurchschnitt eines Spielers                    |
| HS    | Höchstserie                                                 |
|       | Bester GD des Turniers                                      |
|       | Bester ED des Turniers                                      |
|       | Beste HS des Turniers                                       |
|       | 1. Platz (Gold)                                             |
|       | 2. Platz (Silber)                                           |
|       | 3. Platz (Bronze)                                           |

| Platz                      | Name              | MP   | Pkte. | Aufn. | GD    | BED   | HS  |
| -------------------------- | ----------------- | ---- | ----- | ----- | ----- | ----- | --- |
| 1                          | Gustave van Belle | 10:2 | 2325  | 93    | 25,27 | 44,44 | 224 |
| 2                          | Théo Moons        | 8:4  | 2052  | 98    | 22,93 | 30,76 | 137 |
| 3                          | Jan Dommering     | 8:4  | 2241  | 126   | 17,78 | 25,00 | 180 |
| 4                          | Albert Corty      | 6:6  | 2032  | 87    | 23,35 | 40,00 | 160 |
| 5                          | Albert Poensgen   | 6:6  | 2113  | 97    | 21,78 | 36,36 | 173 |
| 6                          | Edmond Soussa     | 4:8  | 1848  | 112   | 16,50 | 25,00 | 85  |
| 7                          | Charles Fougeret  | 0:12 | 1046  | 110   | 9,50  | –     | 87  |
| Turnierdurchschnitt: 18,91 |                   |      |       |       |       |       |     |